# Microtus paradoxus
Microtus paradoxus és una espècie de mamífer rosegador de la família dels cricètids. Viu a altituds d'entre 300 i 2.500 msnm a l'Iran i el Turkmenistan. S'alimenta de les parts verdes de les plantes, arrels, bulbs i llavors. Els seus hàbitats naturals són les estepes de cereals i herbes i les vores de rius i barrancs humits. És una espècie en risc mínim, és a dir, no sembla que hi hagi cap amenaça significativa per a la seva supervivència. El seu nom específic, paradoxus, significa ‘paradoxal’ en llatí.